# Cap des Clòsos
El Cap des Clòsos és una muntanya de 2.414 metres que es troba al municipi de Naut Aran, a la comarca de la Vall d'Aran.